# Ercole Pignatelli
Ercole Pignatelli (né le 18 avril 1935 à Lecce) est un peintre italien. Son travail est très apprécié et encouragé par Carlo Cardazzo et Raffaele Carrieri.

## Biographie
Ercole Pignatelli naît le 18 avril 1935 à Lecce dans une famille d’aristocrates. Son grand-père paternel est chirurgien, son père qui a étudié le violon, est administrateur d’un hôpital, sa grand-mère, une couturière de renom.
À l’âge de 12 ans, il découvre Picasso. C’est une révélation qui lui fait décider de devenir peintre à son tour. Il fréquente l’institut d’Art Giuseppe Pellegrino de Lecce, se rebelle contre les diktats que lui imposent ses professeurs et, à 18 ans, décide de voler de ses propres ailes.
Il partage son temps entre son atelier de Milan et la ville baroque de Lecce où il puise son inspiration. Ses toiles sont accrochées en permanence aux cimaises de plusieurs musées : Fukuyama Art Museum, Fukuyama (Japon), Castello Sforzesco, Milan (Italie), Castello Carlo V, Lecce (Italie), Kamakura Art Museum, Kamakura (Japon), Galerie d’Art moderne et contemporain, Lecce (Italie), J. Paul Leonard Library, San Francisco (États-Unis).
Outre de multiples expositions organisées depuis 1953 dans toute l’Italie, ses œuvres ont eu les honneurs de musées et galeries internationaux : 
New York, Shanghai, Washington, Saint-Paul de Vence, Londres, Palm Beach, Bruxelles, Antibes, San Francisco.

## Ouvrages
- Ercole Pignatelli 2005
- Ercole Pignatelli 2005 : mercurioarte.com
- Pignatelli 1982 par Raffaele Carrieri

## Quelques œuvres
- Vita (1959) [2]
- Segno e immagine (1962)[2]
- Nudo con vaso (1981)[3]
- Masseria d'inverno (1992)[2]
- Musa dormiente (1996)[3]
- Rabdomante (2001)[3]
- Acrobata (2004)[3]
- Siccità (2004)[2]
- Germinazioni (2011)
- Germinazioni (2) (2011)
- Fruttiera sulfurea (2012)

## Filmographie
- 2011 : Germinazioni 2011 de Daniele Pignatelli
- 2012 : https://www.youtube.com/watch?v=bADU_8SZtK8 de Daniele Pignatelli

## Expositions
2012
- Milan, Galerie Bianca Maria & Matthias Riller Il passato rieditato 1975-2012
- Guagnano, Magistravini Germinazioni 3 Sud del Sud
- Lecce, Castello Di Carlo V: Sud del Sud

2011
- Venise, Exposition Internationale d'Art, Padiglione Italia
- Lecce, Il Sedile, Il pozzo noturno dell'io
- Milan, Conservatoire Giuseppe Verdi, Performance
- Milan, Palace de la Region de Lombardi, Germinazioni

2010
- Spolète, festival dei Due Mondi
- Milan, d'Ars, Bon anniversaire
- Lecce, Germinazoni, monument sculpture dédié à la ville
- Lecce, Gallerie I Teatini, Variazioni e Continuo

2009
- Venise, Lido, Open 12 international Exhibition of sculptures and installations
- Palm Beach, Irving Galleries
- Brindisi, Palais Granafei-Nervagna, l'eredità del novecente
- Brindisi, Bastione San Giacomo, Meteore e corpi celesti

2008
- Lecce, Castello di Carlo V, Sala Maria d'Enghien
- Shanghai, expo Mob Master of Brera, I maestri di Breba

2007
- Otrante, Castello Aragonese, Venti forti dai quadranti orientali
- Capri, Capricorno Gallery Arte Contemporanea, Controra
- Washington, Capricorno Gallery Contemporary Art

2006
- Tolède, Galerie Irina Maldonado, Majas desnudas
- Madrid, Galerie Irina Maldonado, Majas desndudas
- Lisbonne, Fondaçào das casas de Fronteira e Alorna
- Savone, Pinacoteca Civica Palazzo Gavotti
- Musée de l'art contemporain Milena Milani/ Carlo Cardazzo

2005
- Washington, Capricorno Gallery Contemporary Art, Le foreste incantate
- Rome, Galerie Tondinelli, Suonoo, sogno del corpo
- Lecce, Castello Carlo V, Donazione alla città di 42 opere

2004
- Lisbonne, Museu da Agua
- Lisbonne, Fondacao das Casas de Fronteira e Alorna

2003
- Londres, Barbara Benhan Gallery
- Capri, Capricorno Gallery Arte Contemporanea
- Washington, Capricorno Gallery Contemporary Art

2001
- Milan, Palazzo delle Stelline, Nocturna Lucent
- Florence, Santo Ficara Arte Moderna e Contemporanea, Miraggi italiani
- Palerme, Centre d'art Mercurio, Controsa

2000
- Lisbonne, Fondaçao Biblarte - Centre Antiquario do Alecrim
- Bruxelles, Parlamento Europeo
- Palm Beach, Irving Galleries
- Bruxelles, Istituto Italiano di Cultura

1999
- Capri, Capricorno Gallery Arte contemporanea
- Palm Beach, Irving Galleries

1998
- Lecce, Fondazione Memmo, Apulia Imprinting
- Milan, Galleria II Mappamondo

1997
- Otaru, Petersburg Museum, Picasso e le Avanguardie Russe
- Bellona, Centro di incontro internazionali Aika e Antonio Sapone

1996
- Milan, Triennale, Italia Nostra
- Tarente, Castello Aragonese

1995
- Antibes, Musée du Bastion Saint-André
- Mannheim, galerie Falhlhusch, Blumen
- Milan, Galerie II Mappamondo

1994
- Cortina d'Ampezzo, Assessorato alla Cultura, Viaggio nell'immagine
- Lecce, Castello di Carlo V
- Lecce, Museo Sigismondo Castromediano

1993
- Forte dei Marmi, Galleria Corchia
- Milan, Museo della Permanente

1991
- Bellona Centro di incontri internazionali Aika e Antonio Sapone
- New York, Ambasciata Italiana

1990
- Milan, Palazzo della Permanente
- Portofino, Museo di Scultura, Sirena

1988
- Pietrasanta, Chiostro di Sant'Agostino
- Milan, Gallerie Tega, Realtà metafisica
- Salice Terme, Contro Congressi

1987
- Milan, Biblioteca Gallaratese[4]

1986
- Lecce, Castello di Carlo V, Il sogno dipinto
- Sciacca, Palazzo Scaglione
- Milan, Galleria Zunino, Sculpture

1985
- Saint-Paul de Vence, Musée municipal
- Milan, Galleria Tega, Richiami della memoria
- San Francisco, Istituto Italiano di Cultura The museum Italo-Americano

1984
- Milan, Rotonda della Besana
- Milan, Galleria del Naviglio
- Turin, Galleria Documenta

1983
- Milan, Studio d'Ars

1982
- Ferrare, Palazoo dei Diamanti, Donna-Natura

1981
- Milano, Galleria Bon à Tirer, Bucrani-Oasi

1980
- Milan, Galleria del Naviflio
- Bari, Galleria l'Osanna
- Turin, Galleria Documenta

1979
- Milan, Banca Popolare di Milano
- Turin, Galleria La Bussola, Masserie e Bucrani

1978
- Venise, XXXVIII. Esposizione Internazionale d'Arte
- Milan, Gallerita

1976
- Prato, Galleria d'Arte Moderna e Contemporanea
- Seregno (Milan), Galleria d'Arte Contemporanea
- Milan, Galleria Cernaia
- Savone, Galleria Dotta

1975
- Milan, Rotonda della Besagna, Antologica
- Milan, Galleria del Naviglio

1974
- Venise, Galleria Il Traghetto
- Brescia, Galleria S. Benedetto
- Bergame, Galleria Michelangelo

1973
- Turin, Galleria Documenta
- Rovereto, Galleria Tonolli

1972
- Milan, Galleria Bon à Tirer
- Turin, Galleria Documenta
- Milan, Galleria Cernaia
- Bari, Galleria Arte-Spazio
- Cattolica, Galleria Sigismondo

1971
- Milan, Galleria del Naviglio
- Rovereto, Galleria Tonolli

1969
- Modene, Galleria Forti
- Rome, Galleria Levi

1968
- Bari, Galleria La Bussola
- Rome, Galleria Levi

1967
- Turin, Galleria Gissi
- Palerme, Galleria Il Punto

1966
- Milan, galleria del Naviglio
- Milan, Galleria Schettini

1965
- Milan, Galleria del Naviglio
- Turin, Galleria Galatea

1964
- Pistoia, Galleria d'Arte Jolly 2
- Milan, Galleria Brera

1963
- Florence, Galleria Michaud
- Venise, Galleria Il Canale
- Milan, Galleria Brera

1961
- Milan, Galleria del Naviglio
- Venise, Galleria il Traghetto
- Rome, Galleria Selecta

1960
- New York, Condon Riley Gallery
- Turin, Galleria del Galatea

1959
- Milan, Centro Culturale San Fedele
- Venise, Galleria del Cavallino
- Turin, Galleria Galatea

1958
- Philadelphie, Catholic University

1957
- Rome, Galleria Selecta
- Turin, Galleria La Bussola

1956
- Turin, Unione Culturale Palazzo Carignano

1955
- Milan, Galleria Spotorno
- Venise, galleria del Canallino

1953
- Lecce, Circolo Cittadino